# Carlos Canales Cintrón
Carlos Canales Cintrón (n. el 13 de febrero de 1955 en San Juan, Puerto Rico) es un profesor universitario y dramaturgo puertorriqueño.

## Biografía
Nace en San Juan, Puerto Rico, el 13 de febrero de 1955. Está graduado en Ciencias políticas, Drama y Educación (Magna Cum Laude) por la Universidad de Puerto Rico. Obtuvo una beca de dramaturgia avanzada por el grupo INTAR (Nueva York). Desde 1992 desempeña su labor educativa en el Departamento de Educación de la Escuela Especializada de Bellas Artes de Arecibo, como profesor de actuación y dramaturgia.

## Actividad

### Académica
- Ha dictado talleres de dramaturgia, de actuación y conferencias sobre Teatro en República Dominicana, Venezuela, Costa Rica, Argentina, México, Estados Unidos, Guatemala, Puerto Rico y España.
- Ha sido invitado por la UPR a dar charlas sobre sus obras.
- Invitado a numerosos Congresos en el extranjero y en su país.
- Invitado a la Feria del Libro de Costa Rica y de Guatemala.
- Convocado a dictar talleres de Dramaturgia en el Departamento de Educación.

### Institucional
- Presidente de la Sociedad Nacional de Autores Dramáticos de Puerto Rico.
- Creador y coordinador del Festival de Monólogos Latinoamericanos celebrado y auspiciado por la Oficina de Actividades Culturales de la Universidad de Puerto Rico, Recinto de Cayey, dirigida por Miguel Bisbal.
- Comisionado por el Instituto de Cultura Puertorriqueña a escribir una obra para la Segunda Muestra de Dramaturgia Nacional y escribió Vamos a seguir bailando en 1993.
- Miembro de la Junta Directa de la Asociación Ibero América de Teatro Universitario.
- El Proyecto SUPÉRATE  del Centro de Adiestramiento, Base Ramey, Aguadilla, adscrito al Departamento de Educación dirigido por Norah Cuevas lo contrató para escribir una obra que tratara el tema de la prevención de uso y abuso de cigarrillo, alcohol y drogas y escribió Margie en 1993.
- Escribió 17 libretos para televisión para el proyecto Promoción de Educación Sexual Sana y saludable  (PROESAS), en coordinación con el Programa de Salud Escolar, sufragado por fondos del Departamento de Educación, en 1996.

## Reconocimientos
- Premiado en tres ocasiones por el Ateneo Puertorriqueño.
- Premiado en el certamen de dramaturgia por la Fundación René Marqués.
- Recibió el Premio Jesús T. Piñero por su labor educativa y dramatúrgica.
- Premio Nacional de Dramaturgia 2003 otorgado por el Círculo de Críticos.
- Premio Nacional de Teatro 2003 otorgado por el Pen Club.
- Premio del Certamen de Dramaturgia 2006 del Instituto de Cultura Puertorriqueño.

## Obra

### Publicaciones
Ha publicado como autor teatral: María del Rosario, Margie, Vamos a seguir bailando, La casa de los Inmortales, Bony and Kin, Luz Celeste, Salsa, tango y locura, El cine del pueblo, ¡Qué bueno está este país!, Los intocables, Vórtice, Trilogía de los Dictadores y Ecuajey.
Algunas de sus obras han sido traducidas al inglés. Varias obras son texto en universidades de Latinoamérica y Estados Unidos.

### Representaciones
Ha llegado a estrenar más de 25 de sus obras en los escenarios teatrales. Entre las cuales se encuentran: María del Rosario, La casa de los inmortales, Juego Peligroso, Vórtice, Vamos a seguir bailando, Especialmente para ti, Margie, Me gustan las películas de Charles Bronson, Se formó la rumba, Ecuajey, Bony and Kin, Salsa, tango y locura, Payaso de carnaval, ¡Qué bueno está este país!, El Señor exige tu presencia, Cuéntame tu tristeza, Basta ya, Las noticias.
Sus obras se han representado en Puerto Rico, República Dominicana, Venezuela, México, Argentina, Perú, Costa Rica, Estados Unidos y Canadá.